# 浮式天然气液化装置
浮式天然气液化装置（FLNG）是用于开发海上天然气田的装置，该装置可以将开采出的天然气进行提纯、液化处理，进而存储、装卸至LNG船上等，目前全球仅有5艘浮式天然气液化装置投入运营。

## 历史
在FLNG出现前，海底天然气的开采需依托海上固定平台通过管道将天然气从海底输送到陆地上的工厂，以进一步处理为液态天然气，随后被用于运输、使用等。FLNG则可直接将天然气在海上平台液化，并将其装载至LNG船以便进行后续的运输贩卖。浮式设备的概念，早在二十世纪九十年代就已经在石油生产实践中得以应用，但在随后的探索中，FLNG在提纯/液化/储存/运输过程中存在着的诸多技术难题阻碍了这一想法的落地。随着相关技术被不断攻克，FLNG的出现，改变了过往铺设管道的低效费时、建筑陆地液化天然气工厂等缺乏灵活性的天然气开采流程，提高了生产效率也更具备经济性。